# كونستانتين بانوف
كونستانتين بانوف (بالروسية: Панов, Константин Сергеевич)‏ هو لاعب هوكي الجليد روسي، ولد في 29 يونيو 1980 في تشيليابنسك في روسيا.

## وصلات خارجية
- كونستانتين بانوف على موقع دوري الهوكي الوطني (الإنجليزية)
- كونستانتين بانوف على موقع دوري الهوكي للقارات (الإنجليزية)
- كونستانتين بانوف على موقع EliteProspects.com (الإنجليزية)
- كونستانتين بانوف على موقع Eurohockey.com (الإنجليزية)
- كونستانتين بانوف على موقع HockeyDB.com (الإنجليزية)